# Hofbibliothek Aschaffenburg
Die Hofbibliothek Aschaffenburg (kurz: HBA) ist eine öffentliche wissenschaftliche Bibliothek, die Regionalbibliothek für die bayerische Region Untermain (Stadt Aschaffenburg, Landkreise  Aschaffenburg und Miltenberg) und ist im Schloss Johannisburg untergebracht.

## Hofbibliothek Aschaffenburg
Die Bibliothek geht im Kern auf die Büchersammlungen der Kurfürsten von Mainz zurück. Albrecht von Brandenburg vermachte seine Bücher, darunter auch Prachthandschriften, der Mainzer Dombibliothek, die 1803 teilweise nach Aschaffenburg kam. Zuvor hatte Kurfürst Friedrich Karl Joseph von Erthal 1794 seine bibliophile Sammlung nach Aschaffenburg gebracht. 1802 fügte Kurfürst Karl Theodor von Dalberg die eigene Bibliothek hinzu. 1803–1810 war die Bibliothek Eigentum des für Dalberg neu gegründeten Fürstentums Aschaffenburg, dann seines bis 1814 bestehenden  Großherzogtums Frankfurt. 1814 kam die Hofbibliothek (im 19. Jahrhundert als „fürstliche Bibliothek“ bezeichnet) in staatliche bayerische Verwaltung. Buchschenkungen der Jesuitenkollegs Aschaffenburg und Ravensburg vermehrten den Altbestand.

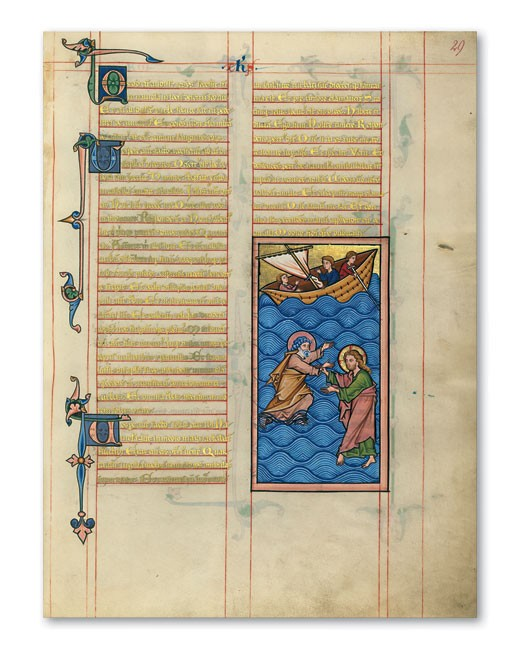
Seite aus dem Mainzer Evangeliar um 1250

Bedeutsam ist vor allem der kostbare Altbestand: 58 Handschriften (mit einem hohen Anteil an Zimelien), 162 Inkunabeln, darunter eine zweibändige Gutenberg-Bibel aus der Mainzer Kartause, sowie 30.000 Bände vor 1900. Heute umfasst sie 56.000 Bände nach 1900.

### Mainzer Evangeliar –Codex aureus
Eines der bedeutendsten Werke der deutschen Malerei des 13. Jahrhunderts entstand in der kulturellen und wirtschaftlichen Blütezeit des Erzbistums Mainz ist das Mainzer Evangeliar um 1250. Der Auftraggeber dieses unvergleichlichen Prachtevangeliars ist unbekannt; die außergewöhnlich kostbare Ausstattung legt aber nahe, den mächtigen Mainzer Erzbischof als Stifter der einzigartigen Handschrift anzusehen. Über die Jahrhunderte zeitweise im Mainzer Domschatz gehütet, wird das Mainzer Evangeliar seit 1803 in der Aschaffenburger Hofbibliothek aufbewahrt.

## Stiftsbibliothek Aschaffenburg
Seit 1962 wird die dem Allgemeinen Schul- und Studienfonds Aschaffenburg gehörige Stiftsbibliothek, verwaltet durch das Stiftungsamt Aschaffenburg, von der Hofbibliothek als Dauerleihgabe betreut.
Die Bestände (ca. 25.500 Titel, 86 Handschriften, 586 Inkunabeln in 382 Bänden) gehen auf die Universitätsbibliothek Aschaffenburg (1808–1818), die Lyceumsbibliothek (1818–1873) und die anschließend bestehende (große) Gymnasialbibliothek zurück. Sie setzen sich zusammen aus Resten der Bibliothek des ehemaligen Kollegiatstiftes St. Peter und Alexander zu Aschaffenburg, aus der Bibliothek des 1773 aufgehobenen Jesuitenkollegs, der Bibliothek des Präsidenten des königlichen Kreisgerichts Georg Adam Freiherr von Kieningen († 1816) sowie Resten der Bibliothek des Mainzer Kirchenrechtsprofessors Franz Philipp Franck († 1810).

## Bibliothekare
Neben dem Begründer der Bibliothek, Friedrich Karl Joseph von Erthal, sind als bestellte Bibliothekare u. a. zu nennen: Wilhelm Heinse von 1787 bis 1803, Niklas Vogt (als Professorenbibliothekar), Michael Engel von 1807 bis 1813, Karl Joseph Hieronymus Windischmann (Professorenbibliothekar) von 1814 bis 1818, der die Neuordnung der Buchaufstellung mit Signaturvergabe begann und die von Joseph Merkel in dessen Amtszeit von 1810 bis 1866 vollendet wurde.

## Hugo-Dingler-Archiv
Das ebenfalls in den Räumen der Hofbibliothek untergebrachte Hugo-Dingler-Archiv, dessen Eigentümerin die gemeinnützige Hugo-Dingler-Stiftung ist, verwahrt den Nachlass des konstruktivistischen Philosophen Hugo Dingler (1881–1954) und weiterer Angehöriger seiner Familie.